# Баґбо
Баґбо́ (англ. Bagbo) — одне із 15 вождівств округу Бо Південної провінції Сьєрра-Леоне. Адміністративний центр — село Джиммі.
Населення округу становить 25884 особи (2015; 23639 в 2008, 24834 в 2004).

## Адміністративний поділ
У адміністративному відношенні вождівство складається з 7 секцій:
| № | Назва      | Оригінальна назва | Площа, км² | Населення, осіб (2008) | Адміністративний центр |
| - | ---------- | ----------------- | ---------- | ---------------------- | ---------------------- |
| 1 | Бум        | Bum               | -          | -                      | -                      |
| 2 | Ґорапон    | Gorapon           | -          | -                      | Ґорапон                |
| 3 | Джиммі     | Jimmi             | -          | 10619                  | Джиммі                 |
| 4 | Кпанґбалья | Kpangbalia        | -          | -                      | Кпанґбалья             |
| 5 | Мано       | Mano              | -          | -                      | Мано-Йорґбор           |
| 6 | Ньяґорегун | Niagorehun        | -          | 10619                  | Ньяґорегун             |
| 7 | Тіссана    | Tissana           | -          | -                      | -                      |